# Estación de Sabadell - Can Llong
Sabadell Can Llong  es una estación de ferrocarril proyectada en el Plan de Infraestructuras Ferroviarias de Cercanías de Barcelona hasta 2015 del Ministerio de Fomento de España. Se situará entre Sabadell Norte y Tarrasa Este, será una estación de Cercanías Barcelona de la línea R4 situada en el barrio de Can Llong de Sabadell . Con el anuncio, también se proyectaron la estación de Terrassa Can Boada y otra entre Barberá del Vallés y Sardañola del Vallés que servirá de intercambiador con la línea 7 de Cercanías de Cataluña . La inversión prevista es de 12,9 millones de euros.
En el año 2022 se confirmó que se retomaba el proyecto de la estación para el plan de Rodalies 2025-2030.